# (9160) 1986 UH3
1986 يو إتش 3 (ويعرف أيضًا باسم (9160) 1986 يو إتش 3 وفق تسمية الكوكب الصغير) (بالإنجليزية: 1986 UH3)‏ هو كويكب ضمن حزام الكويكبات؛ وترتيبه 9160 من حيث الاكتشاف.
اكتُشف هذا الجُرم الفلكي بواسطة Zdeňka Vávrová ‏ في 28 أكتوبر 1986.

## وصلات خارجية
- (9160) 1986 UH3 في قاعدة بيانات مختبر الدفع النفاث لأجرام النظام الشمسي الصغيرة

- الاكتشاف · مخطط المدار ·  العناصر المدارية · المعلمات المادية

- (9160) 1986 UH3 على موقع ويكي سكاي: DSS2, SDSS, GALEX, IRAS, Hydrogen α, X-Ray, Astrophoto, Sky Map, Articles and images